# Luigi Narduzzi
Luigi Narduzzi (Venezia, 3 giugno 1932 – Venezia, 20 dicembre 1970) è stato uno schermidore italiano, specializzato nella sciabola. Ha vinto una medaglia d'argento ai Campionati mondiali di scherma.

## Biografia
Era il fratello di Paolo Narduzzi.

## Carriera
Ha partecipato alle Olimpiadi del 1956 a Melbourne. Nel 1955 a Roma vince la medaglia d'argento al Campionato mondiale di scherma.

## Palmarès
In carriera ha ottenuto i seguenti risultati:
Mondiali
Individuale
A squadre
- Argento nella sciabola a Roma 1955

Campionati italiani
Individuale
- Oro nella sciabola nel 1959

A squadre